# آلندیل (نیوجرسی)
آلندیل (به انگلیسی: Allendale) شهری در ایالت نیوجرسی کشور ایالات متحده آمریکا است که جمعیت آن در سرشماری سال ۲۰۱۰ میلادی، ۶٬۵۰۵ نفر بوده‌است.